# Phrynobatrachus calcaratus
Espèce
Synonymes
- Hemimantis calcaratus Peters, 1863

Statut de conservation UICN

 LC  : Préoccupation mineure
Phrynobatrachus calcaratus est une espèce d'amphibiens de la famille des Phrynobatrachidae.

## Répartition
Cette espèce se rencontre au Cameroun, en Côte d'Ivoire, au Ghana, en Guinée, en Guinée équatoriale (île de Bioko comprise), au Liberia, au Nigeria, en République centrafricaine, au Sénégal et au Togo,.

## Description
Phrynobatrachus calcaratus mesure de 11 à 19 mm pour les mâles, pour une masse de 0,10 à 0,63 g et de 16 à 23 mm pour les femelles, pour une masse de 0,55 à 1,15 g. Son dos varie du vert olive au brun clair. Les mâles présentent un seul sac vocal.

## Publication originale
- Peters, 1863 : Fernere Mittheilungen über neue Batrachier. Monatsberichte der Königlich Preussischen Akademie der Wissenschaften zu Berlin, vol. 1863, p. 445-470 (texte intégral).